# فاطمة الزهراء الجوهري
فاطمة الزهراء الجوهري (مواليد 6 يونيو 1986) هي ممثلة مغربية، ولجت عالم التمثيل في سن مبكرة، حيث لم تكن تتجاوز آنذاك سن الثامنة عشر، ومعروفة بمشاركتها في مجموعة من الأفلام والمسلسلات المغربية.

## مسيرتها الفنية
بدأت المسيرة الفنية للممثلة الشابة فاطمة الزهراء منذ سن الثامنة عشر تقريبا، حيث كانت في البداية طالبة في شعبة علم النفس لكنها سرعان ما اتجهت نحو التمثيل مؤكدة أن هذه الخطوة الانتقالية جاءت صدفة لا غير، حيث أنها سافرت إلى فرنسا لإكمال دراستها في مجال علم النفس، وهناك درستْ المسرح فقط من أجل الحصول على نقاط إضافية، وهو النظام الذي كان معتمدا في تلك الجامعة. لكنها اكتشفت موهبتها وقربها من هذا المجال، فقررت بناء مسيرتها فيه. هذا وتجدر الإشارة إلى أن أول أفلامها كان «بنت بلادي» الذي لقي نجاحا لا بأس به مما شجعها على مواصلة المشوار خصوصا بعد العروض العديدة التي تلقتها بعد هذا الفيلم.

## قائمة أعمالها

### مسلسلات
- مسلسل حياتي
- مسلسل بنت بلادي
- مسلسل ألف ليلة وليلة
- سيت كوم كلنا جيران - ضيفة شرف
- مسلسل نشركو طعام
- سيت كوم الله يسامح - ضيفة شرف
- مسلسل الوجه الآخر
- مسلسل الزطاط
- مسلسل لطفي النحيلة
- مسلسل دار السلعة

### أفلام
- فيلم وصفة حب
- فيلم الملك توت عنخ أمون
- فيلم عاشوراء
- فيلم ألف ليلة وليلة الجزء2
- فيلم برون أوت
- فيلم 360

## وصلات خارجية
- فاطمة الزهراء الجوهري على موقع IMDb (الإنجليزية)
- فاطمة الزهراء الجوهري على موقع قاعدة بيانات الفيلم (الإنجليزية)